# SRH Zentralklinikum Suhl

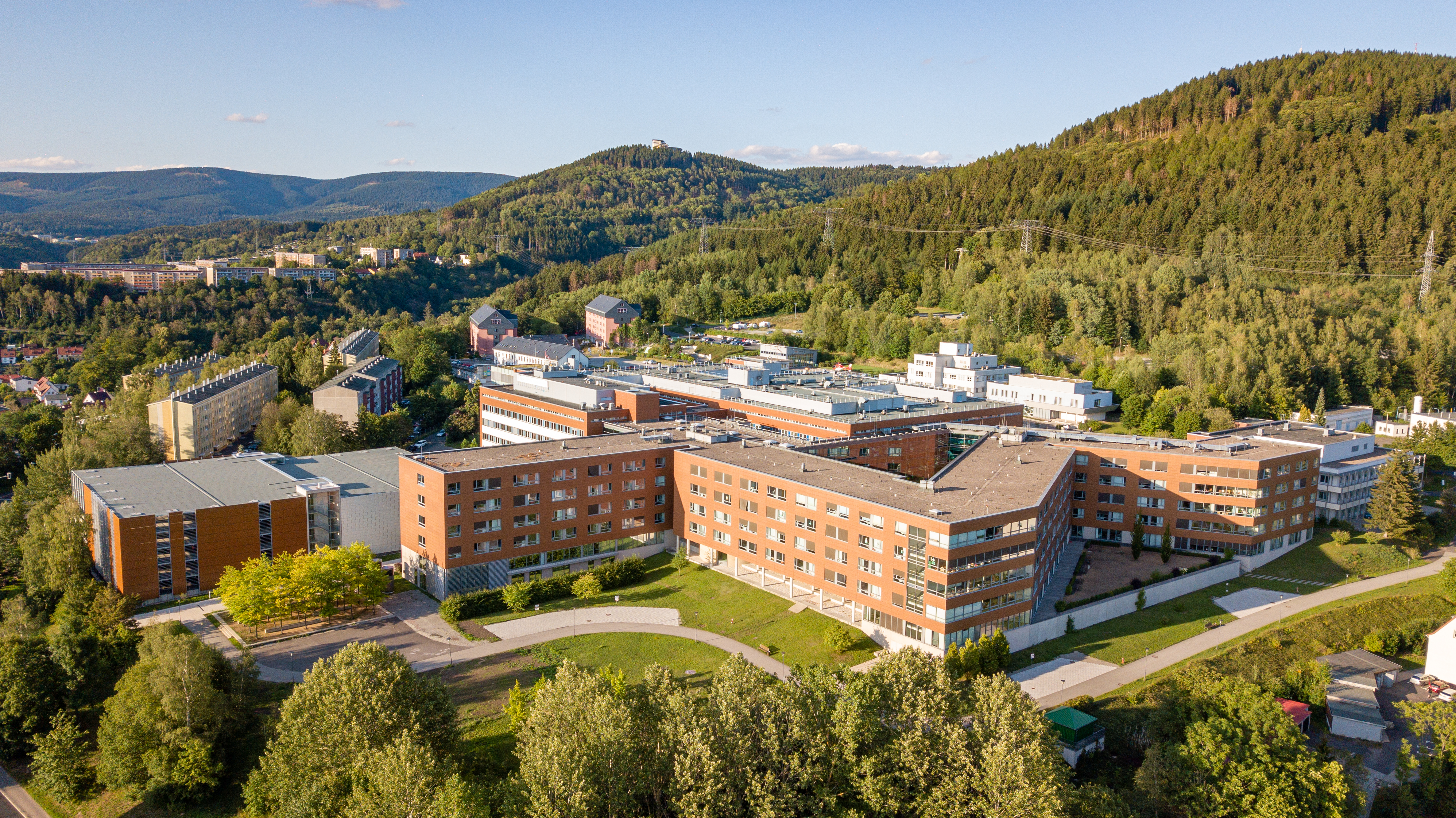
SRH Zentralklinikum Suhl aus südwestlicher Richtung (2019)

Das gemeinnützige SRH Zentralklinikum Suhl ist ein Akutkrankenhaus in Südthüringen mit 25 eigenständigen Fach- und Teilgebieten der Medizin und 640 Planbetten mit überregionalem Versorgungsauftrag. 2021 wurden 61.360 Patienten insgesamt und 24.610 davon stationär behandelt. Die Einrichtung ist ein Akademisches Lehrkrankenhaus des Universitätsklinikums Jena und beschäftigt rund 1370 Mitarbeiter.
Seit 1998 gehört das SRH Zentralklinikum Suhl zur SRH. Träger ist die SRH Gesundheit GmbH, die Krankenhäuser in Baden-Württemberg und Thüringen betreibt. Der Unternehmensverbund steht im Eigentum der gemeinnützigen SRH Holding. 

## Geschichte
1893 entstand in Suhl das erste Städtische Krankenhaus, nachdem es vorher nur ein Armen- und Siechenhaus gab. Am 1. November 1893 eröffnete das Krankenhaus in der Neundorfer Straße. Damals begann der Krankenhausbetrieb mit 35 Betten, einem Arzt, zwei Schwestern und einem Pfleger, die jährlich etwa 130 Patienten stationär versorgten. 1918, 1928 und 1936/37 wurde das Städtische Krankenhaus auf 150 Betten ausgebaut. Ein nächster Erweiterungsbau wurde 1939 geplant, aber wegen des Zweiten Weltkrieges nicht mehr umgesetzt. Erst 1963 wurde ein Bettenhaus an das Krankenhaus angebaut.
Ab 1974 wandelte sich das Städtische Krankenhaus in der Neundorfer Straße zum Bezirkskrankenhaus auf dem Döllberg. Am 13. Februar 1974 erfolgte die Grundsteinlegung für den Neubau. Die Gesamtbaukosten beliefen sich auf rund 156 Millionen Mark. Das zehngeschossige Haupthaus mit insgesamt 745 Betten umfasste die Fachkliniken Kinderchirurgie, Kinderabteilung/Kinderinfektion, Urologie, Geburtshilfe/Gynäkologie, Chirurgie/Traumatologie, Orthopädie, Augenabteilung, Hals-, Nasen- und Ohrenkrankheiten sowie Innere Medizin. In dem mit dem Bettenhaus verbundenen Anbau fanden unter anderem die Operationsräume, Intensivtherapie, Radiologie, Apotheke, Verwaltung sowie soziale Einrichtungen und technische Anlagen Platz.
Das Bezirkskrankenhaus am Döllberg wurde nach einem Projekt des Bezirkskrankenhauses Halle (Saale) errichtet. Für die damalige Bezirksstadt Suhl wurde das Wiederverwendungsprojekt für Bettenhaus und Komplement (Zentrale Einrichtungen) in verkleinerter Form umgesetzt. Nach der Wiedervereinigung im Jahr 1990 übernahm der Freistaat Thüringen die Trägerschaft des Suhler Krankenhauses. Inzwischen zählte es 798 Betten und entwickelte sich zu einem Zentrum mit moderner Medizintechnik in Südthüringen.
Am 19. August 1998 kaufte die Stiftung Rehabilitation Heidelberg das Klinikum Suhl. Bis 2004 folgte der Bau des neuen Bettenhauses sowie der Umbau des Funktionsgebäudes mit einem gesamten Investitionsvolumen von 102,4 Millionen Euro. 2016 wurden sämtliche mechanische Betten durch elektronisch verstellbare ersetzt und alle Patientenzimmer mit kostenfreiem Telefon, Internet und HD-Fernseher ausgestattet. Von März bis Dezember 2018 wurde am Haupteingang des Klinikums ein 504 Plätze fassendes Parkhaus für Patienten und Mitarbeiter errichtet. Zum 2. Januar 2019 eröffnete die SRH Geriatrische Rehabilitationsklinik als eine der ersten in Thüringen.
Im Februar 2024 erhielt das Klinikum Fördermittel in Höhe von 36,9 Mio. Euro für den Neubau eines integrierten Notfallzentrums, den Neubau von drei Herz- und Gefäßkathetermessplätzen, den Umbau von zwei OP-Sälen sowie den Neubau einer Krankenpflegeschule.

## Fachkliniken, Institute und zertifizierte Zentren
Das SRH Zentralklinikum Suhl unterscheidet in Fachkliniken, die von Chefärzten geführt werden und auf ein Bettenkontingent zurückgreifen, unterstützende Institute und zertifizierten Zentren. Die Zentren wurden jeweils durch die zuständige Fachkommission geprüft und akkreditiert.

### Fachkliniken
- Klinik für Allgemein- und Viszeralchirurgie
- Klinik für Anästhesie und Intensivtherapie
- Klinik für Augenheilkunde
- Klinik für Frauenheilkunde und Geburtsmedizin
- Klinik für Gefäß- und Thoraxchirurgie
- Klinik für Hals-, Nasen- und Ohrenkrankheiten/Plastische Operationen
- Klinik für Innere Medizin I (Kardiologie, Angiologie, Internistische Intensivmedizin)
- Klinik für Innere Medizin II (Gastroenterologie, Hämatologie, Onkologie, Nephrologie, Diabetologie)
- Klinik für Innere Medizin III (Pneumologie, Beatmungs- und Schlafmedizin)
- Klinik für Kinder- und Jugendmedizin
- Klinik für Kinderchirurgie
- Klinik für Mund-, Kiefer- und Gesichtschirurgie/Plastische Operationen
- Klinik für Orthopädie, Unfall- und Handchirurgie, Endoprothetik
- Klinik für Wirbelsäulenerkrankungen und Neurotraumatologie
- Klinik für Orthopädie und Endoprothetik
- Klinik für Neurologie
- Notfallzentrum
- Palliativstation
- Sozialpädiatrisches Zentrum
- Klinik für Strahlentherapie
- Klinik für Urologie

### Institute und Einrichtungen
- Institut für bildgebende Diagnostik
- Institut für Pathologie
- Institut für Nuklearmedizin
- Klinisches Studienzentrum
- Medizinisches Zentrum für Erwachsene mit Behinderung
- SRH Krebsberatungsstelle Südthüringen
- Zentrum für Klinische Studien
- Zentrum für Rehabilitation und Physikalische Medizin
- Kurzzeit- und Verhinderungspflege

### Zertifizierte Zentren & Zertifikate
(Quelle: )
- zert. Beckenbodenzentrum Thüringen
- zert. Darmzentrum der Deutschen Krebsgesellschaft Suhl
- zert. Prostatakrebszentrum
- zert. EndoProthetikZentrum
- zert. Hernienzentrum
- zert. Schlafmedizinisches Zentrum
- zert. Regionales Traumazentrum
- zert. Südthüringer Brustzentrum Suhl
- zert. Stroke Unit
- zert. Sozialpädiatrisches Zentrum: wegweisend. Für die Entwicklung von Kindern.
- zert. Geriatrische Rehabilitationsklinik (nach Q-Reha)
- zert. MS-Zentrum nach den Kriterien der DMSG Bundesverband e.V.
- Perinatalzentrum Level 1
- Klinikküche zertifiziert nach EU-Norm
- Gold-Zertifizierung der Aktion Saubere Hände
- Gesamthaus zertifiziert nach KTQ

### Rehabilitations-Einrichtungen
- SRH Klinik für Geriatrische Rehabilitation

## Zentral-OP
Die Operationen finden im Operations-Zentrum des Hauses auf Ebene 4 statt. Dazu wurden 10 OP-Säle zu einem geschlossenen Bereich mit angegliedertem Aufwachraum und Medizin- und Informationstechnik zusammengefasst. Ein septischer OP steht zusätzlich zur Verfügung. Rund 90 Ärzte und 75 Pflegekräfte betreuen hier jährlich etwa 15.000 Operationen.

## Poliklinik
Das Medizinische Versorgungszentrum Suhl wurde 2005 eröffnet und 2016 in Poliklinik umbenannt. Es wird eine ambulante Versorgung der Patienten aus dem Südthüringer und angrenzenden Nordbayerischen Raum in den medizinischen Fachgebieten Angiologie, Allgemeinmedizin, Augenheilkunde, Dermatologie, Gynäkologie, HNO-Heilkunde, Innere Medizin, Kinderchirurgie, Kinder- und Jugendmedizin, Neurologie, Nuklearmedizin, Orthopädie/Unfallchirurgie/Chirurgie, Pathologie, Physikalische- und Rehamedizin, Radiologie, Strahlentherapie und Urologie gewährleistet. Daneben betreibt die SRH Poliklinik eine Kurzzeit- und Verhinderungspflegestation mit 18 Plätzen am Klinikum.

## Rettungsdienst
Das SRH Zentralklinikum Suhl stellt die Notärzte für drei bodengebundene Rettungsmittel in Suhl, Zella-Mehlis und Schleusingen. Zudem wird wochentags von Sonnenauf- bis Sonnenuntergang der Notarzt für den hier stationierten Rettungshubschrauber „Christoph 60“ der DRF Luftrettung gestellt.

## Bildergalerie

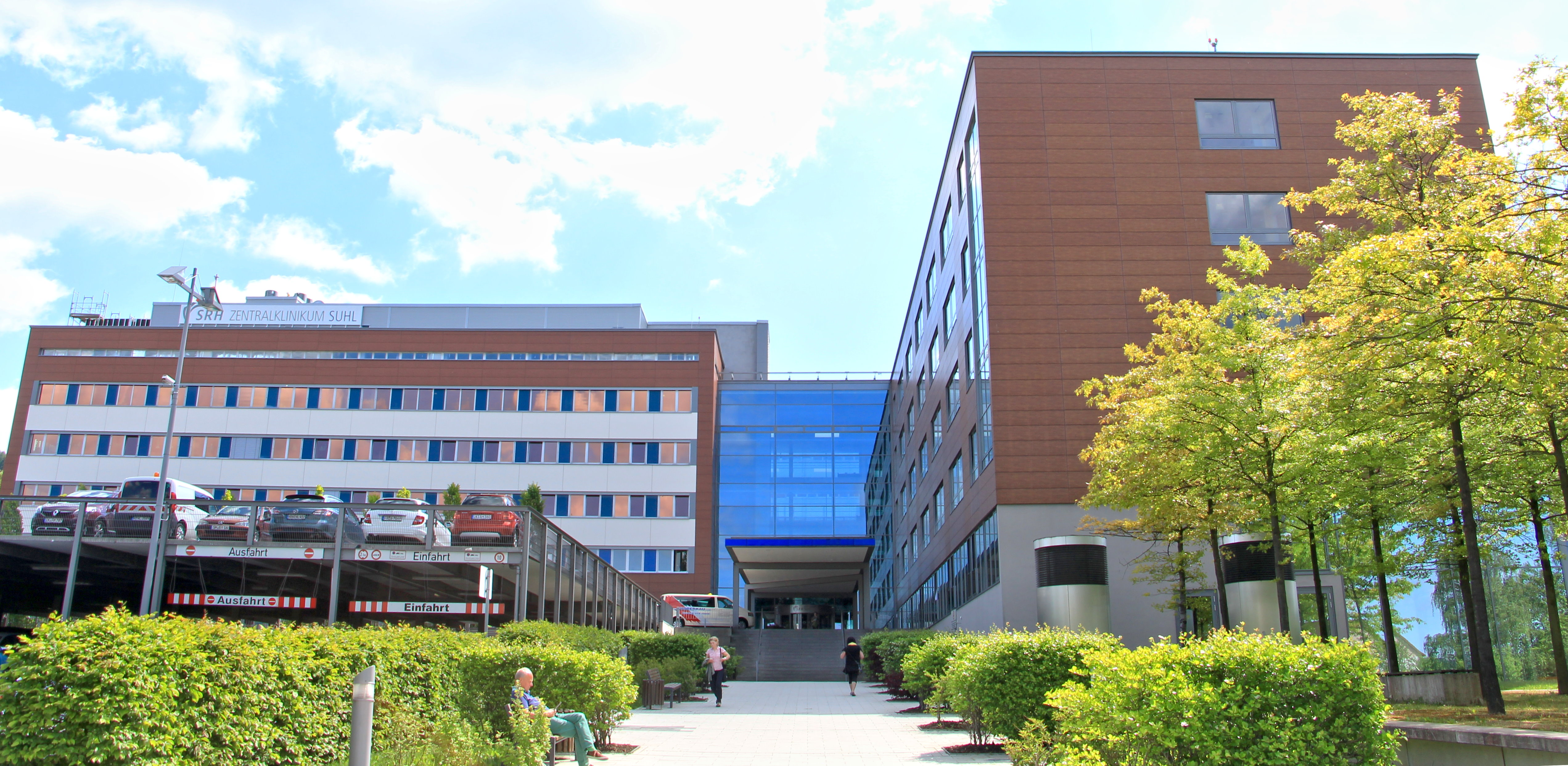
Ansicht von der Rudolf-Virchow-Straße
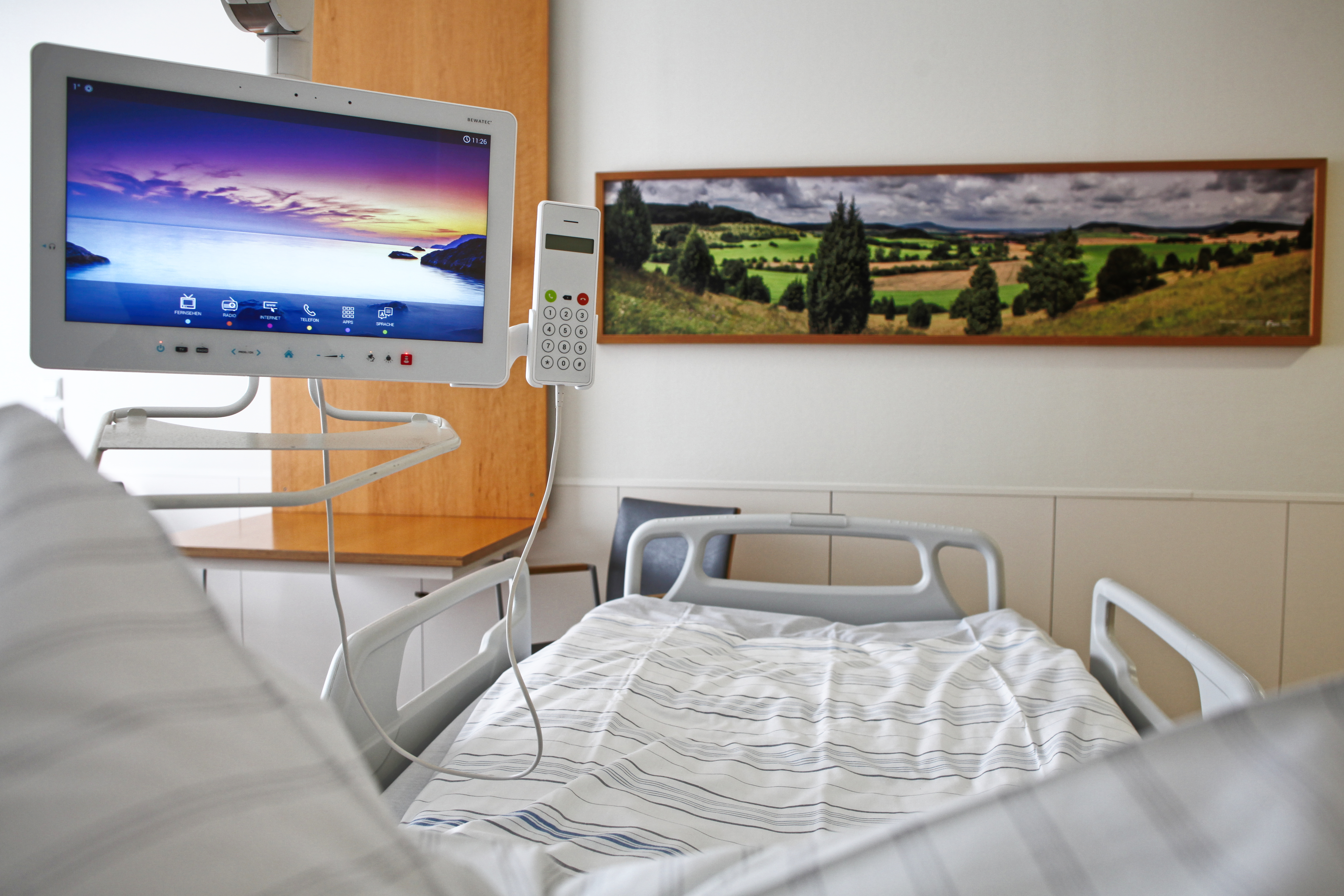
Patientenzimmer.
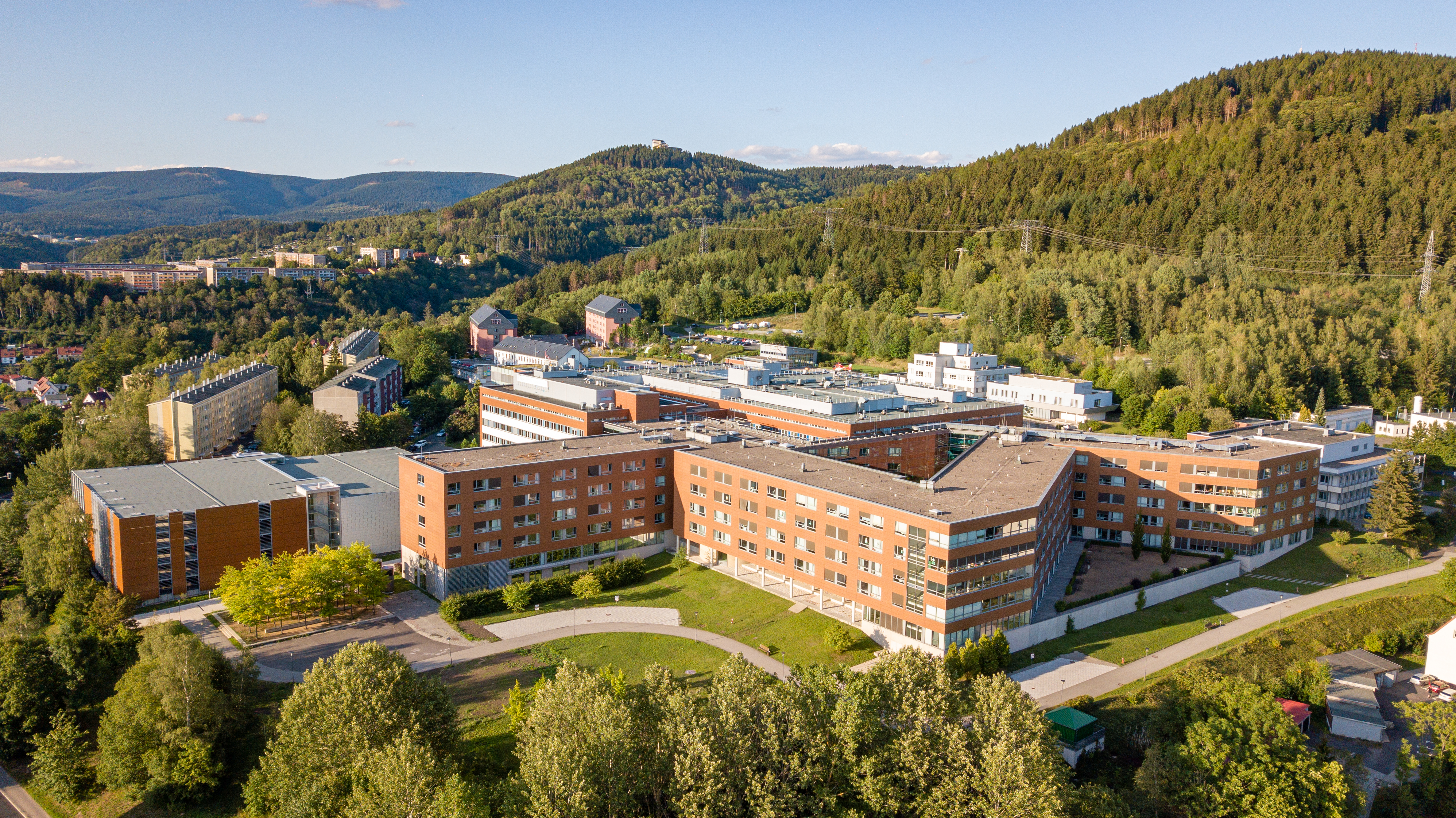
Ansicht von Südwesten
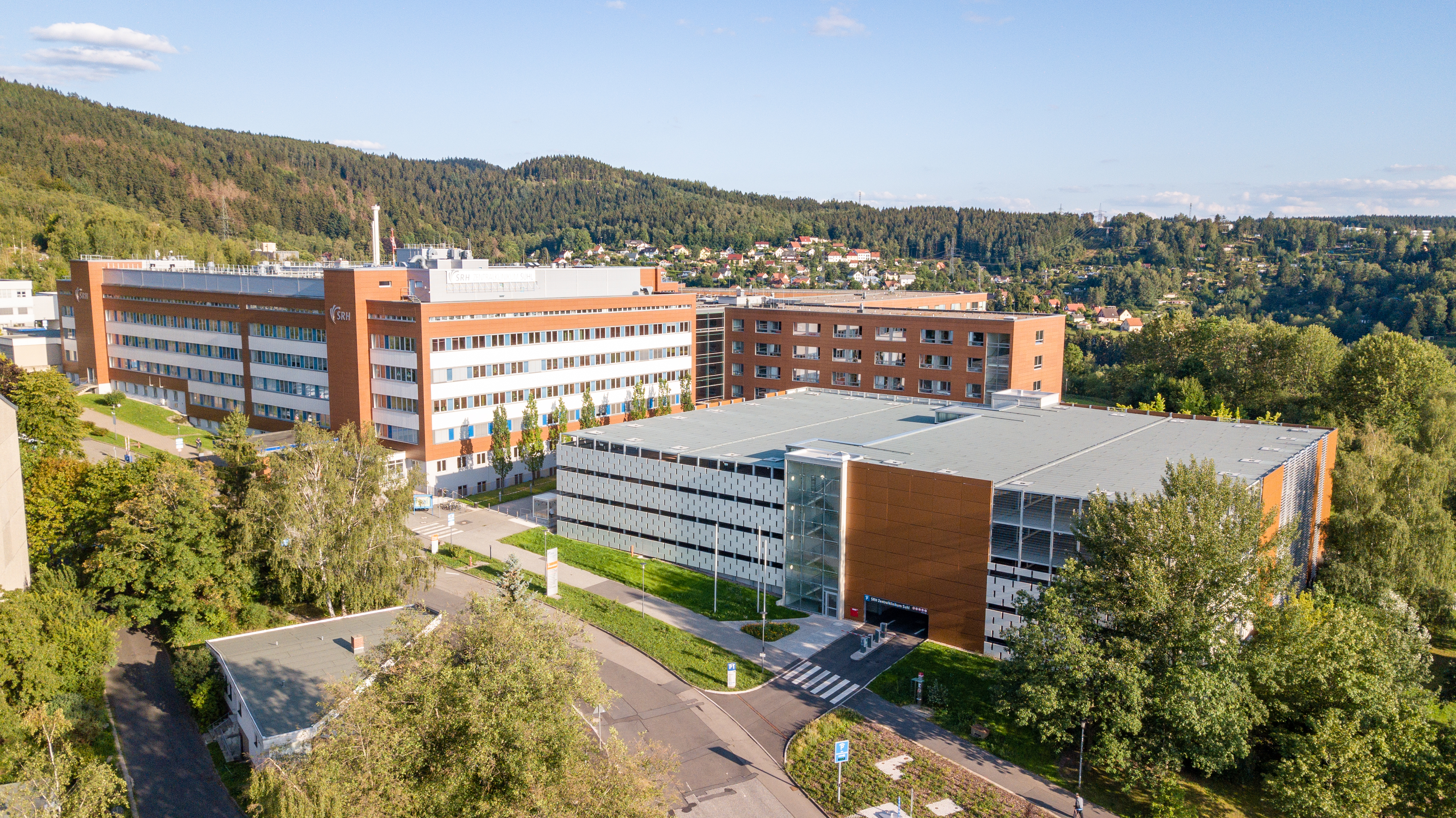
Ansicht von Nordwesten
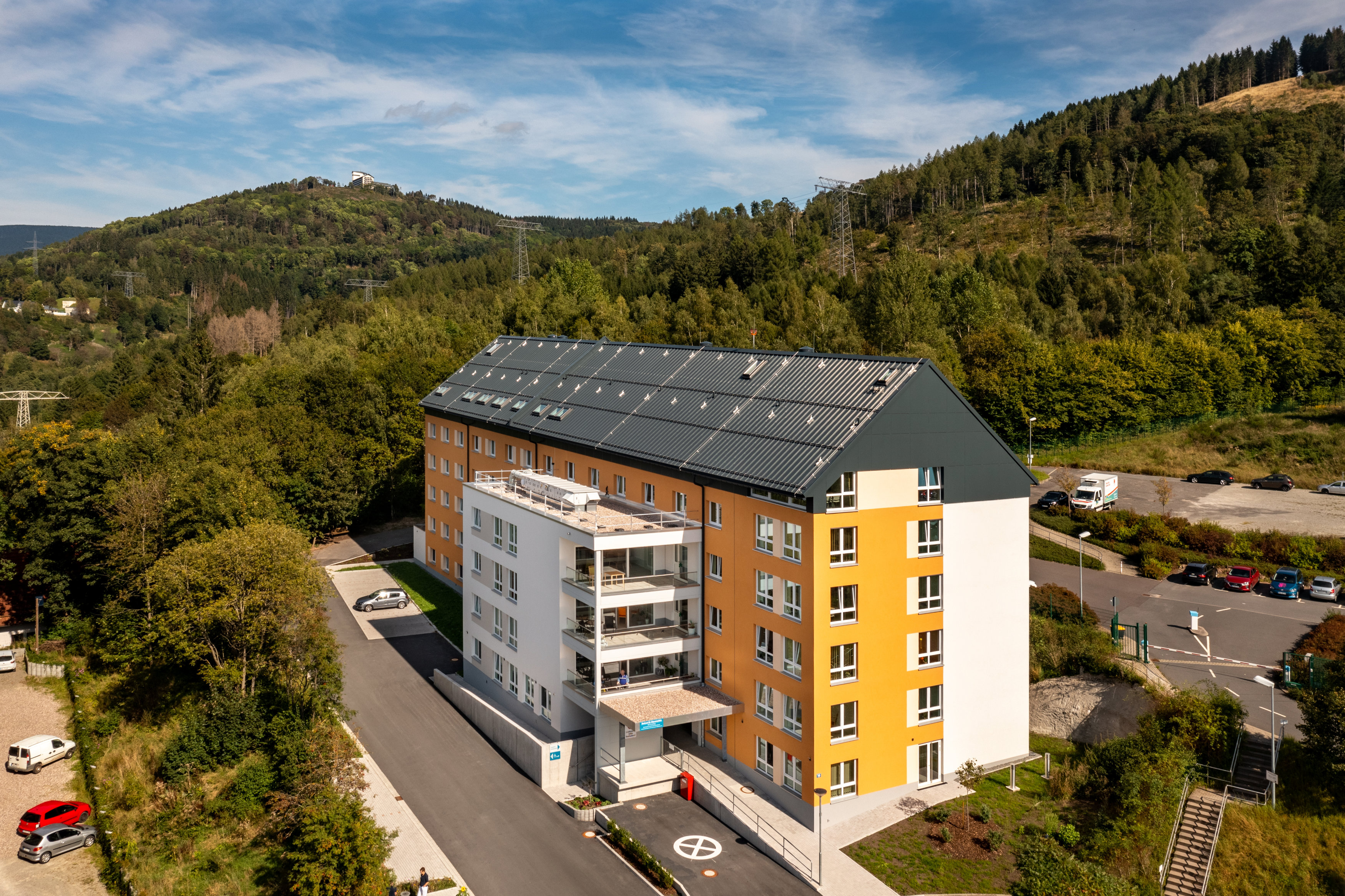
Zentrum für Altersmedizin mit geriatrischer Rehaklinik